# 필립 로스
필립 로스(Philip Milton Roth, 1933년 3월 19일 ~ 2018년 5월 22일)는 미국의 소설가이다. 뉴저지주 뉴어크 출신으로 폴란드계 유대인이다. 배우자로는 마가렛 마틴스 윌리엄즈 (Margaret Martinson Williams, 1959-1963) , 클레어 블룸(런던태생.Clair Bloom, 1990-1995)이 있었다. 시카고 대학에서 문학 석사 학위를 받고 모교와 다른 대학에서 강의를 하며 창작활동을 계속하였다. 유대인의 풍속을 묘사한 단편집 《굿바이 콜럼버스》'Goodbye Columbus'(1959)로 전미 도서상 시상식에서 '가장 뛰어난 기여 훈장'을 수상하며 명성을 얻었다. 이 작품에서는 가족의식이 강한 유대인 사회에서 신구세대간의 대립을 예리하게 묘사하였다.  그는 《미국 목가》로 퓰리처상 픽션 부문상을 수여 받았으며, 《휴먼 스테인》으로 영국의 WH Smith 문학상을 수여 받았다.

## 영향과 주제
대부분의 그의 소설은 유사 자서전적이며 그와 그의 소설안의 인물간 관계 형성의 위험을 도출하는 것을  자의식적으로 해결하고 있다. 

## 종교관
로스는 무신론자로 '만일 전 세계가 신을 믿지 않는다면, 세상은 더 좋은 곳이 될것이다" 라고 말했다.  또한 가디언지와의 인터뷰에서 "나는 종교성의 반대쪽에 있다. 즉, 반종교적이다.  나는 종교적인 사람들을 혐오한다.  난 종교적인 거짓말을 싫어할 뿐만 아니라, 모든 것이 헛소리라고 생각한다." 라고 말하였다.

## 작품
- 굿바이 콜럼버스
- 사실들
- 휴먼 스테인
- 울분
- 미국의 목가